# Центральная логистическая база
Центральная логистическая база (серб. Централна логистичка база; Centralna logistička baza) — это основное подразделение логистики  ВС Сербии, находящееся под непосредственным командованием Генерального штаба ВС Сербии. Подразделение располагается в столице Белграде.

## История и традиция
Подразделение было сформировано из реорганизованной 608-й логистической базы в подчинении которой находились складские помещения 793-й, 524-й и 201-й логистических баз.  База в своём современном виде была образована 16 ноября 1992 года под непосредственным командованием Генерального штаба ВС СР Югославии. Центральная логистическая база продолжает традицию 608-м логистической базы, происхождение даты основания идёт  к 1953 году, когда была создана база закупок для экспортирования военного имущества ЮНА. 20 ноября 1961 года база была преобразована. В 1987 году была сформирована база технического снабжения под руководством Федерального Министерства обороны СФРЮ.

## Задачи подразделения
Основной задачей Центральной логистической базы является обеспечения боевых частей и военных учреждений ВС Сербии в виде поставки материальных средств, запасных частей, боеприпасов, топлива, квартирмейстера, медицинских и ветеринарных приспособлений. База  также отвечает за поддержание ресурсов специального назначения, а также за сохранение боеприпасов, ракет, топлива и работу электропроводки.
Центральная логистическая база включает в себя, в общей сложности 21 склад и 9 секций, в 49 местах.

## Структура подразделения
В состав Центральной логистической базы входят:
- 1-й батальон охраны (Луньевица)
- 2-й батальон охраны (Крагуевац)
- 3-й батальон охраны (Ниш)
- 4-й батальон охраны (Кнежевац)
- 5-й батальон охраны (Кнежевац)

А так же под покровительством базы находятся:
- 1-й торговый центр (Кнежевац)
- 2-й торговый центр (Ниш)

## Командиры
- бригадный генерал Горан Зекович
- бригадный генерал Иван Круль (с 25 февраля 2025)[3]

## Награды
- Орден Заслуги в обороне и безопасности 3 степени (2016, Сербия)[4]